# Cardiocondyla pirata
Cardiocondyla pirata es una especie de hormiga del género Cardiocondyla, tribu Crematogastrini, familia Formicidae. Fue descrita científicamente por Seifert & Frohschammer en 2013.
Se distribuye por Filipinas. Se ha encontrado a elevaciones de hasta 58 metros.